# Joel Miranda
Joel Miranda (Taquaritinga, 14 de outubro de 1912 - Atibaia, 9 de setembro de 2000) foi um piloto durante a Revolução Constitucionalista de 1932 e Capitão da esquadrilha amarela do 1º Grupo de Aviação de Caça durante a Segunda Guerra Mundial.

## Biografia
Nascido em Taquaritinga em 14 de outubro de 1912, foi um piloto de combate que participou da Revolução Constitucionalista de 1932 e também comandante da esquadrilha amarela do 1º Grupo de Aviação de Caça durante a Segunda Guerra Mundial com 31 missões cumpridas.
Teve seu treinamento no Panamá e logo depois foi mandado para a Itália onde começou a atuar em missões de ataque no dia 31 outubro de 1944. Durante a sua 31ª missão, em 4 fevereiro 1945, ele foi designado junto com o esquadrão amarelo e o esquadrão vermelho, liderado pelo Primeiro Tenente Perdigão, nessa missão eles foram designados para atacar uma ponte ferroviária.
Durante essa missão Miranda e o piloto Danilo Marques Moura foram abatidos pelas antiaéreas inimigas, os dois se separaram e só se encontraram no final da guerra, foi atingido e seu avião começou a pegar fogo, isso o obrigou a saltar de paraquedas, mas quando foi saltar seu fone ficou preso nele e foi caindo junto ao seu avião, após se soltar a poucos metros do chão o capitão abriu o paraquedas, mas atingiu o chão, e quebrou seu braço. Ele se levantou em busca de ajuda e fugindo das tropas alemãs que estavam a procura dos pilotos, ele encontrou um garoto que o levou para a casa, onde pai do garoto o levou até um soldado sul-africano do 8º Exército Britânico chamado Steve Grove. O soldado e o Capitão Joel Miranda se tornaram amigos e Steve levou Joel disfarçado para um médico italiano de um hospital de Camposampiero, que era controlado pelos alemães. O Capitão Joel, se juntou à um grupo de partisans italianos, ao qual Steve fazia parte, onde eles participaram de guerrilhas contra as forças alemãs durante alguns dias, até que em certo ponto Steve Grove foi capturado e morto por um oficial da SS. Após vários ocorridos de resistência ele foi levado pelos partisans, após o término da guerra, de volta para a base onde o Capitão foi para o Serviço Secreto Inglês assinar um documento falando que não divulgaria nomes e nem datas de todas as pessoas que o ajudaram.
Após o término da guerra ele ajudou a levar os novos aviões P-47 para a Força Aérea Brasileira. Em sua cidade natal ele foi homenageado, seu nome foi posto na escola local e em uma rua, onde teve uma festa em sua homenagem e pelos seus feitos na guerra.
Ao longo dos anos ele se tornou comandante do 1º GAvCa entre 29 de agosto de 1945 e 1º de dezembro de 1945, e também subcomandante do Parque Aéreo de São Paulo. Em 1958 Joel deixou a FAB e foi para a reserva da Força Aérea como Brigadeiro do Ar. Após um tempo ele se tornou piloto na Companhia Aérea Transcontinental S/A. Mais para frente se tornou um dos diretores da VASP, por um período de quatro anos; e algum tempo depois foi diretor da Brink's, onde se aposentou.
Joel foi um dos aviadores do 1º Grupo de Aviação de Caça durante a Segunda Guerra Mundial que participou do documentário ‘’Senta a Pua!’’ lançado em 1999 e dirigido por Erik de Castro.
Ele foi casado com a senhora Palmyra, com quem teve 5 filhos. Ele veio a falecer no dia 9 de setembro de 2000 em Atibaia, aos seus 87 anos.

## Condecorações
Brasil
- Cruz de Aviação (Fita A);
- Cruz de Sangue;
- Medalha da Campanha da Itália;
- Ordem do Mérito Aeronáutico Cavaleiro (CvMA); Medalha Marechal Rondon;
- Medalha Pero Vaz Caminha;
- Medalha da Revolução Constituinte de 1932;
- Medalha Militar de Bronze (10 anos de serviço)

Estados Unidos
- Cruz de Voo Distinto;
- Medalha do Ar;
- Citação Presidencial de Unidade

Paraguai
- Ordem Nacional do Mérito

França
- Ordem Nacional do Mérito